# Magdalena (municipalité)
Pour les articles homonymes, voir Magdalena.
La municipalité de Magdalena est l'une des 212 municipalités de l'État de Veracruz, et est située dans la partie centrale de cet État. Elle se situe à l'ouest du golfe du Mexique, au sein de la chaîne de montagnes de la Sierra Madre orientale, et fait partie du bassin versant de la rivière Río Blanco, affluent nord du fleuve Río Papaloapan. Son chef-lieu est la ville éponyme de Magdalena. Elle dépend de la région administrative de Las Montañas, qui est une des 10 subdivisions administratives de l'État de Veracruz.

## Géographie
La municipalité de Magdalena est établie dans le bassin versant de la rivière Río Blanco, affluent nord du fleuve Río Papaloapan. Elle est traversée par de petits affluents du Río Blanco. Assise sur les contreforts de la chaîne de montagnes de la Sierra Madre orientale, son altitude oscille entre 900 et 2100 mètres. Son chef-lieu, la ville éponyme de Magdalena, se trouve dans la partie sud de son territoire. Ce territoire couvre une superficie de 13,8 km2, et était peuplé en 2015 de 3043 habitants, pour une densité de 221 habitants par km2.
Cette municipalité est limitrophe au nord de celle de Rafael Delgado et de Tlilapan, à l'ouest de celle de San Andrés Tenejapan, au sud de celle de Tequila, et à l'est de celle de Ixtaczoquitlán.

## Composition et démographie
La municipalité était composée en 2015 de 7 localités, dont une seule était considérée comme urbaine, les autres étant rurales.
| Localité            | Population |
| ------------------- | ---------- |
| Magdalena           | 689        |
| Capultitla          | 546        |
| Helicotla           | 469        |
| Tepetzingo          | 400        |
| Chicomoceloc        | 341        |
| Reste des localités | 475        |
| Total population    | 2929       |

En plus de l'espagnol, plusieurs langues amérindiennes sont parlées dans la municipalité, dont les principales sont par ordre d'importance : le nahuatl, les autres langues sont très marginales.

## Histoire
Au XVIe siècle, la localité de Magdalena se nommait Magdalena Temimilucan.
En 1831, la municipalité se nommait Santa María Magdalena Tlamimilola. Elle prend le simple nom de Magdalena en 1936.

## Économie

### Agriculture et élevage
La superficie des parcelles semées représentait en 2019 une surface totale de 327 hectares, parmi lesquels 170 hectares étaient voués à la culture du maïs, 118 hectares étaient voués à la culture du caféier, et 36 hectares étaient voués à celle du haricot.
En 2019, la production de viande par tonnes comprenait 22,9 tonnes de viande porcine, 2 tonnes de viande ovine, 0,9 tonnes de viande caprine, 4,2 tonnes de volailles, et 1,9 tonne de dinde. La superficie vouée à l'élevage représentait alors 121 hectares.